# Coluber fuliginosus
Espèce
Synonymes
- Zamenis lateralis fuliginosus Cope, 1895
- Masticophis flagellum fuliginosus (Cope, 1895)
- Coluber flagellum fuliginosus (Cope, 1895)

Coluber fuliginosus est une espèce de serpents de la famille des Colubridae.

## Répartition
Cette espèce se rencontre en Californie aux États-Unis et Basse-Californie et en Basse-Californie du Sud au Mexique. 

## Taxinomie
Coluber fuliginosus Hallowell, 1845 est un synonyme d'Atractus fuliginosus.

## Publication originale
- Cope, 1895 : On some North American Snakes. The American Naturalist, vol. 29, p. 676-680 (texte intégral).